# Daultala
Daultala (en ourdou : دَولتالہ) est une ville pakistanaise située dans le district de Rawalpindi, dans le nord de la province du Pendjab. Elle est située à moins de cinquante kilomètres de Rawalpindi et de la capitale Islamabad.
La population de la ville a été multipliée par plus de deux entre 1998 et 2017 selon les recensements officiels, passant de 10 051 habitants à 21 957, soit une croissance annuelle moyenne s'affiche à 4,2 %, bien supérieure à la moyenne nationale 2,4 %. Selon le recensement de 2023, la population de la ville monte à 27 237 habitants.